# Umbraco
Umbraco CMS – system CMS umożliwiający szybkie i łatwe tworzenie witryn internetowych i ułatwiający tworzenie złożonych aplikacji sieci web. Program Umbraco zawiera wielokrotnie nagradzane funkcje integracji i obsługuje w sposób macierzysty formanty niestandardowe i formanty użytkownika programu ASP.NET. Jest używany w ponad 500 000 aktywnych witryn sieci web, w tym Heinz.com, Peugeot.com i NAIAS.com, przez co można uznać tę technologię za sprawdzoną, stabilną i skalowalną.
Program Umbraco należy zainstalować w katalogu głównym witryny sieci web.